# Fontanières
Fontanières is een gemeente in het Franse departement Creuse (regio Nouvelle-Aquitaine) en telt 259 inwoners (1999). De plaats maakt deel uit van het arrondissement Aubusson.

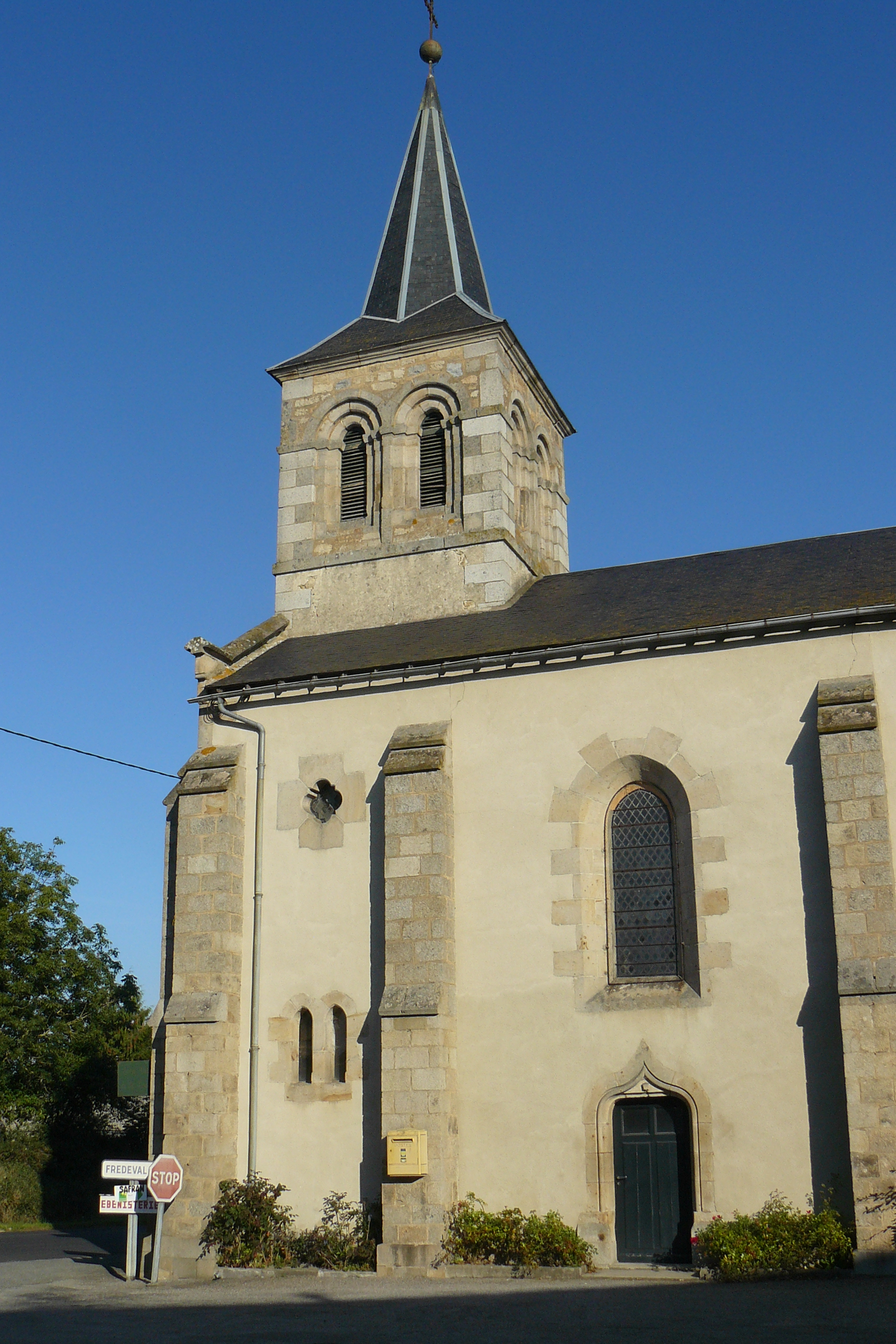
Kerk Notre-Dame-de-la-Route, Fontanières

## Geografie
De oppervlakte van Fontanières bedraagt 15,5 km², de bevolkingsdichtheid is 16,7 inwoners per km².
De onderstaande kaart toont de ligging van Fontanières met de belangrijkste infrastructuur en aangrenzende gemeenten.

## Demografie
Onderstaande figuur toont het verloop van het inwonertal (bron: INSEE-tellingen).